# Італіанізм
Італіанізми — запозичені з італійської мови слова і мовні звороти, побудовані за зразком італійської мови в будь-якій іншій мові.

## В українській мові
Італьянізми починають з'являтися в українській мові приблизно з початку XVIII століття й, в основному, у сфері гастрономії, кулінарії, музики та театральних вистав. У сучасній мові :
- аварія,
- банда, барка, брутто, бурлеск,
- вермішель, віра, валіза
- гірлянда,
- діва,
- кавалер, казино, канцонета, карикатура, капучино, комедія,
- макарони, мандоліна, мафія,
- нетто, новела,
- опера,
- пасквіль, паста, пастель, пармезан, паяц, піца, примадонна,
- серенада, сироко, сонет, спагеті, салямі,
- темп, трель, туфлі,
- фагот, фінт, фіаско, фірма, фонтан, фреска, фортеця
- цедра,
- еспресо.

## Італьянізми в інших мовах
- екзотизми: вендета, синьйора, сироко, чичероне, чичисбей;
- музичні терміни: опера, соната, сопрано, фортепіано, секстет, димінуендо тощо.

У польській мові італійські запозичення відносяться перш за все до сфер музики, мистецтва, науки, моди, банківської справи тощо: akwarela «акварель», aria «арія», bandyta «бандит», bank «банк», baryton «баритон», bomba «бомба», bransoleta «браслет», fontanna «фонтан», impreza «захід», gracja «красуня», «грація», kalafior «кольорова капуста», pałac «палац», sałata «салат», serenada «серенада», szpada «шпага», tort «торт» тощо. Найбільше число італьянізмів увійшло в польську мову з італійської в середньопольський період в XIV—XVII століттях, багато з італійських запозичень згодом зникли.
У французькій мові: grotesque, mezanine тощо.
Запозичення з італійської зустрічаються також в стандартній іспанській, але особливо багато їх в ряді регіональних різновидів таких як ріоплатська іспанська і близькій їй уругвайська іспанська: festicciola> festichola «вечірка»; lavorare> laburar «підробляти»; mangiare> manyar «їсти».